# Pteromalus cassotis
Pteromalus cassotis är en stekelart som beskrevs av Walker 1847. Pteromalus cassotis ingår i släktet Pteromalus och familjen puppglanssteklar. Inga underarter finns listade i Catalogue of Life.